# Tezoyuca (Morelos)
Tezoyuca es una localidad del estado mexicano de Morelos. Es parte del municipio de Emiliano Zapata.

## Toponimia
El nombre «Tezoyuca» proviene de los términos en náhuatl: tezontli, tezontle; yutl, abundancia; can, locativo. Su significado es «Lugar donde abunda el tezontle».

## Demografía
| Gráfica de evolución demográfica |
|                                  |

| Censo | Población |
| ----- | --------- |
| 1940  | 647       |
| 1950  | 652       |
| 1960  | 756       |
| 1970  | 1203      |
| 1980  | 1837      |
| 1990  | 2818      |
| 2000  | 3493      |
| 2010  | 4555      |
| 2020  | 5501      |